# Campionato del mondo di calcio da tavolo 2004 - Categoria individuale veterans
Il Campionato del Mondo di Calcio da tavolo di Bologna in Italia.
Fasi di qualificazione ed eliminazione diretta della Categoria Veterans (18 settembre).
Per la classifica finale vedi Classifica.
Per le qualificazioni delle altre categorie:
- individuale Open
- squadre Open
- individuale Under19
- squadre Under19
- individuale Under15
- squadre Under15
- squadre Veterans
- individuale Femminile
- squadre Femminile

## Primo Turno

### Girone 1
- Martijn Bom  -  Giorgos Dimakeas 5-2
- Mauro Nardini  -  Janus Gersie 0-0
- Martijn Bom  -  Janus Gersie 2-1
- Mauro Nardini  -  Giorgos Dimakeas 2-2
- Martijn Bom  -  Mauro Nardini 1-0
- Janus Gersie  -  Giorgos Dimakeas 1-0

### Girone 2
- Jos Ceulemans  -  Michael Hasieber 4-2
- Thorsten Büsing  -  Marcel Jablonski 1-0
- Jos Ceulemans  -  Thorsten Büsing 2-0
- Michael Hasieber  -  Marcel Jablonski 3-1
- Jos Ceulemans  -  Marcel Jablonski 2-0
- Thorsten Büsing  -  Michael Hasieber 2-1

### Girone 3
- Enrico Tecchiati  -  Manfred Schuhmann 3-0
- Marcel Lange  -  Michael Kappl 1-1
- Enrico Tecchiati  -  Michael Kappl 1-0
- Marcel Lange  -  Manfred Schuhmann 2-1
- Enrico Tecchiati  -  Marcel Lange 1-1
- Michael Kappl  -  Manfred Schuhmann 4-1

### Girone 4
- Fabrice Mazzaglia  -  Hans Ruf 0-0
- Gustav Adler  -  Carlo Melia 1-3
- Carlo Melia  -  Fabrice Mazzaglia 0-1
- Gustav Adler  -  Hans Ruf 1-0
- Fabrice Mazzaglia  -  Gustav Adler 3-0
- Carlo Melia  -  Hans Ruf 1-1

### Girone 5
- Bob Varney  -  Mario Spiteri 1-0
- Renzo Frignani  -  James Taylor 1-0
- Bob Varney  -  James Taylor 4-0
- Renzo Frignani  -  Mario Spiteri 1-0
- Bob Varney  -  Renzo Frignani 2-2
- Mario Spiteri  -  James Taylor 2-0

### Girone 6
- Arturo Martinez  -  Adrian Curtis 9-0
- Benoît Jadot  -  John Lauder 1-0
- Arturo Martinez  -  Benoît Jadot 3-0
- Adrian Curtis  -  John Lauder 2-2
- Arturo Martinez  -  John Lauder 2-0
- Benoît Jadot  -  Adrian Curtis 6-1

### Girone 7
- Steve Grégoire  -  Vitorino Ferreira 5-0
- Corrado Trenta  -  Bruno Biasini 5-0
- Corrado Trenta  -  Steve Grégoire 2-0
- Vitorino Ferreira  -  Bruno Biasini 0-0
- Bruno Biasini  -  Steve Grégoire 0-5
- Corrado Trenta  -  Vitorino Ferreira 10-0

### Girone 8
- René Bolte  -  Fred Vulpes 5-1
- Stanislav Opl  -  Laurent Garnier 2-1
- Stanislav Opl  -  Fred Vulpes 0-0
- René Bolte  -  Laurent Garnier 4-0
- Laurent Garnier  -  Fred Vulpes 1-0
- René Bolte  -  Stanislav Opl 6-1

## Ottavi di Finale
- Martijn Bom  -  Steve Grégoire 1-0
- Thorsten Büsing  -  René Bolte 0-2
- Bob Varney  -  Marcel Lange 2-1
- Benoît Jadot  -  Fabrice Mazzaglia 0-1
- Enrico Tecchiati  -  Renzo Frignani 0-1
- Carlo Melia  -  Arturo Martínez 1-0
- Corrado Trenta  -  Janus Gersie 1-0
- Stanislav Opl  -  Jos Ceulemans 1-3

## Quarti di Finale
- Martijn Bom  -  René Bolte 2-1
- Bob Varney  -  Fabrice Mazzaglia 2-1
- Carlo Melia  -  Renzo Frignani 0-1
- Corrado Trenta  -  Jos Ceulemans 1-0

## Semifinali
- Martijn Bom  -  Bob Varney 3-2
- Corrado Trenta  -  Renzo Frignani 0-1

## Finale
- Martijn Bom  -  Renzo Frignani 3-4